# テメノス (企業)
テメノス（独: Temenos AG）は、銀行などの金融機関を顧客に、バンキング業務に関連するソフトウェアソリューションを提供する多国籍企業。スイス・ジュネーヴに本拠を置き、世界40カ国以上に拠点を、150カ国以上に顧客を持つ。バンキングソフトウェアの売上は世界首位。

## 沿革
1993年11月、ジョージ・コウキス（George Koukis）らが、ロンドンの教育慈善団体「テメノス・アカデミー」から資金を獲得し、Temenos Systems AGとして設立、2001年7月、スイス証券取引所に株式を上場（SIX: TEMN）した。
2001年9月、IBMが開発した勘定系アプリケーションを買収、2003年9月、バンキング業務向けパッケージソフト「T24」を開発、従来の銀行が用いていた勘定系システムを、拡張性の高いIT機能を装備したシステムに一新し、世界各地の銀行で採用されるヒット商品となった。
IBMのアプリケーション買収以降、コンサルティング事業における世界規模での提携など、IBMとは密接な関係が続いている。このほか2011年7月、マイクロソフトとの提携を発表し、同社のクラウドプラットフォームであるMicrosoft AzureとT24を連携させるシステムを開発、その後も新興国市場のマイクロファイナンスソリューションの提供における提携が継続している。2020年1月、Google Cloudとの戦略的パートナーシップを発表し、テメノスのアプリケーションがGoogle Cloudで実行可能となった。

## 日本法人
日本法人は「テメノス・ジャパン株式会社」（Temenos Japan K.K.）であり、東京（丸の内二重橋ビル）にオフィスを持つ。